# Colonus gracilis
Espèce
Colonus gracilis est une espèce d'araignées aranéomorphes de la famille des Salticidae.

## Distribution
Cette espèce est endémique de la province de Misiones en Argentine,. Elle se rencontre sur le Cerro Azul.

## Description
Le mâle holotype mesure 6,96 mm et la femelle paratype 7,60 mm.

## Systématique et taxinomie
Cette espèce a été décrite par Rubio, Stolar, Baigorria et Baptista en 2023.

## Publication originale
- Rubio, Stolar, Baigorria & Baptista, 2023 : « Description of two new species of jumping spider Colonus F. O. Pickard-Cambridge, 1901 (Araneae: Salticidae) from Brazil and Argentina. » Faunitaxys, vol. 11, no 58, p. 1-10.